# Quinto (moneda)

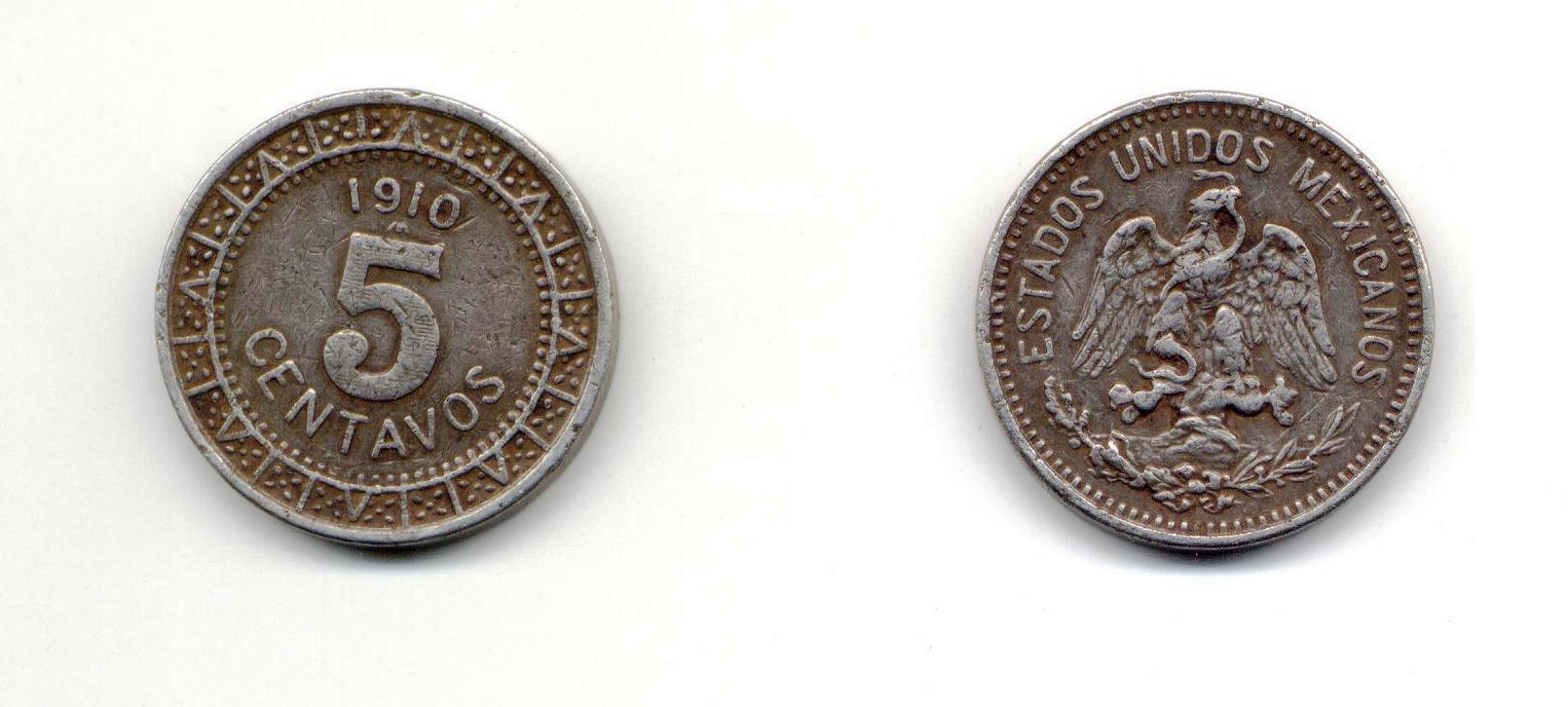
Quinto mexicano.

Quinto es el nombre con el que se denomina a la moneda mexicana de 5 centavos. Su nombre proviene del latín quintus.
No debe confundirse con el llamado "quinto real" o "quinto del rey" que es el derecho que se pagaba al monarca, equivalente al 20%o quinta parte de lo descubierto, hallado o aprehendido, tal como la quinta parte del metal que se llevaba a acuñar.

## Sistema monetario
El primer sistema fue el "ochaval", basado en reales y escudos, el cual fue heredado de la época del virreinato. Sin embargo, posteriormente se haría presente un sistema basado en el "peso" (equivalente a 8 reales) y sus 100 fracciones, denominadas "centavos".

## Cronología
- En 1841 y 1862 se presentan las primeras muestras decimales (centavos).
- En 1863 se efectúa la primera emisión circulante cuando se acuñaron en las cecas de la Ciudad de México y San Luis Potosí monedas de 5 centavos de plata con diseño semejante a las monedas anteriores de 1/2 real.
- Entre 1864 y 1866 se acuñaron monedas de 5 centavos reemplazando el escudo nacional republicano por el escudo imperial. Posteriormente se acuñarían de nuevo las monedas republicanas.
- Entre 1868 y 1870 se acuñaron en Chihuahua monedas de 5 centavos sin gorro frigio de las anteriores monedas republicanas. San Luis Potosí ya había acuñado ese tipo de monedas en 1863.
- Entre 1869 y 1882 se acuñaron monedas de 5 centavos en las cuales se ostentaba la denominación de la misma.
- Entre 1882 y 1883 se acuñaron monedas de 1, 2 y 5 centavos en cuproníquel, sin embargo posteriormente volverían a acuñarse monedas de 5 centavos en plata.
- En 1898 se rediseña el escudo nacional en monedas de varias denominaciones, incluyendo la de 5 centavos.
- Entre 1905 y 1904 se emite una moneda de cuproníquel por razones de economía, sin embargo esta moneda se deterioraba rápidamente al circular. Esta moneda ostentaba en su diseño parte del llamado "calendario azteca".
- Entre 1914 y 1935 empezó a circular una nueva moneda de 5 centavos en bronce ostentando un nomograma en una de sus caras. Es en esa época cuando empiezan a llamarse "quintos" a estas monedas.
- Entre 1936 y 1942 se acuñan de nuevo "quintos" de cuproníquel alusivos al "calendario azteca".
- Entre 1942 y 1946 se acuñan "quintos" de bronce ostentando en una de sus caras el busto de Josefa Ortiz de Domínguez mirando a la izquierda.
- En 1950 se acuñan piezas en cuproníquel con el busto de Josefa Ortiz de Domínguez mirando a la derecha. Luego se acuñarían de nuevo las monedas anteriores hasta 1955.
- Entre 1954 y 1969 se acuñaron monedas de bronce de menor tamaño con el busto de Josefa Ortiz de Domínguez mirando a la derecha.
- Entre 1970 y 1976 se redujo el tamaño de las piezas sin modificar el diseño.
- Entre 1992 y 2002, tras una reforma monetaria en la cual $ 1,000.00 = N$ 1.00 se reintroduce la moneda de 5 centavos en acero inoxidable.

## Galería

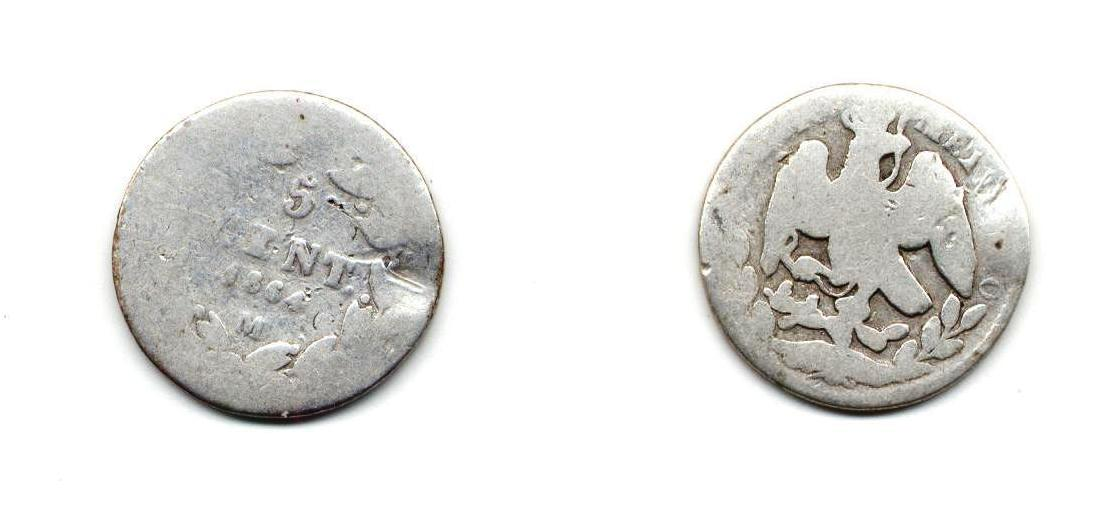
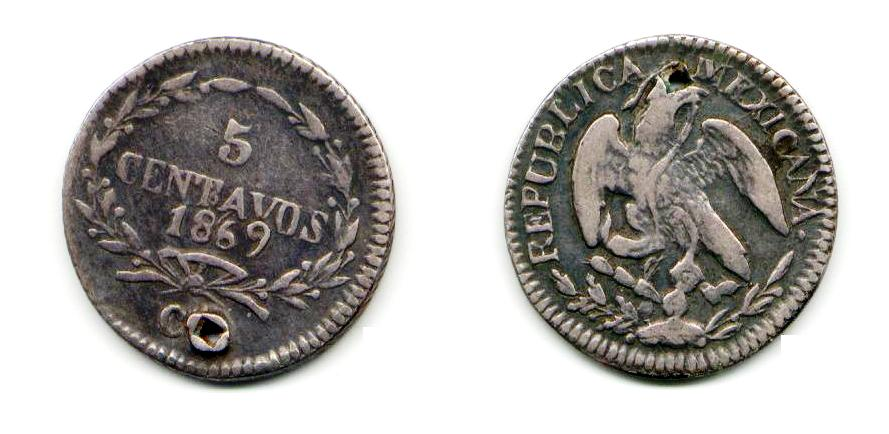
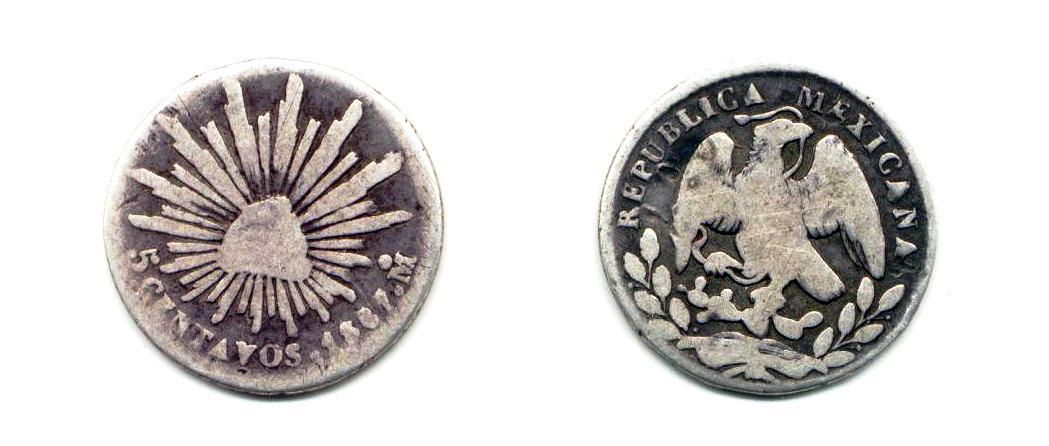
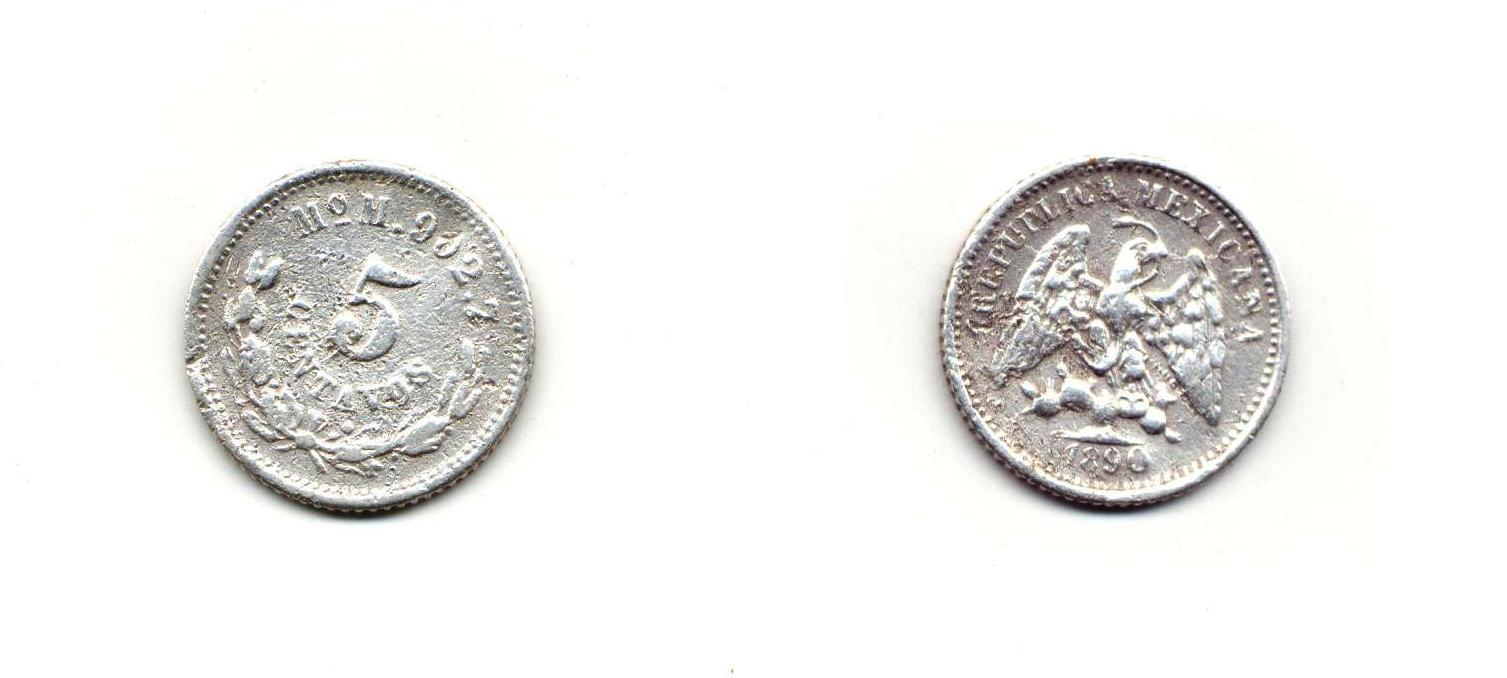
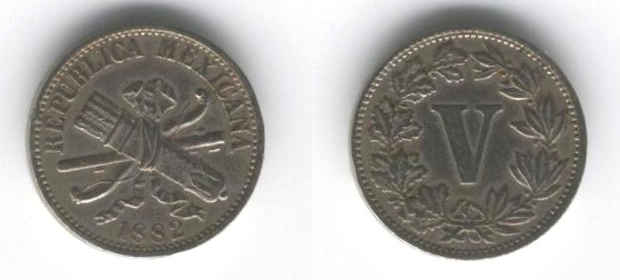
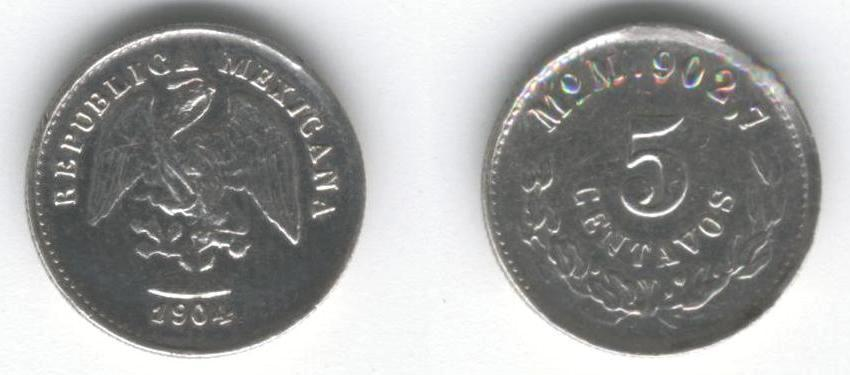
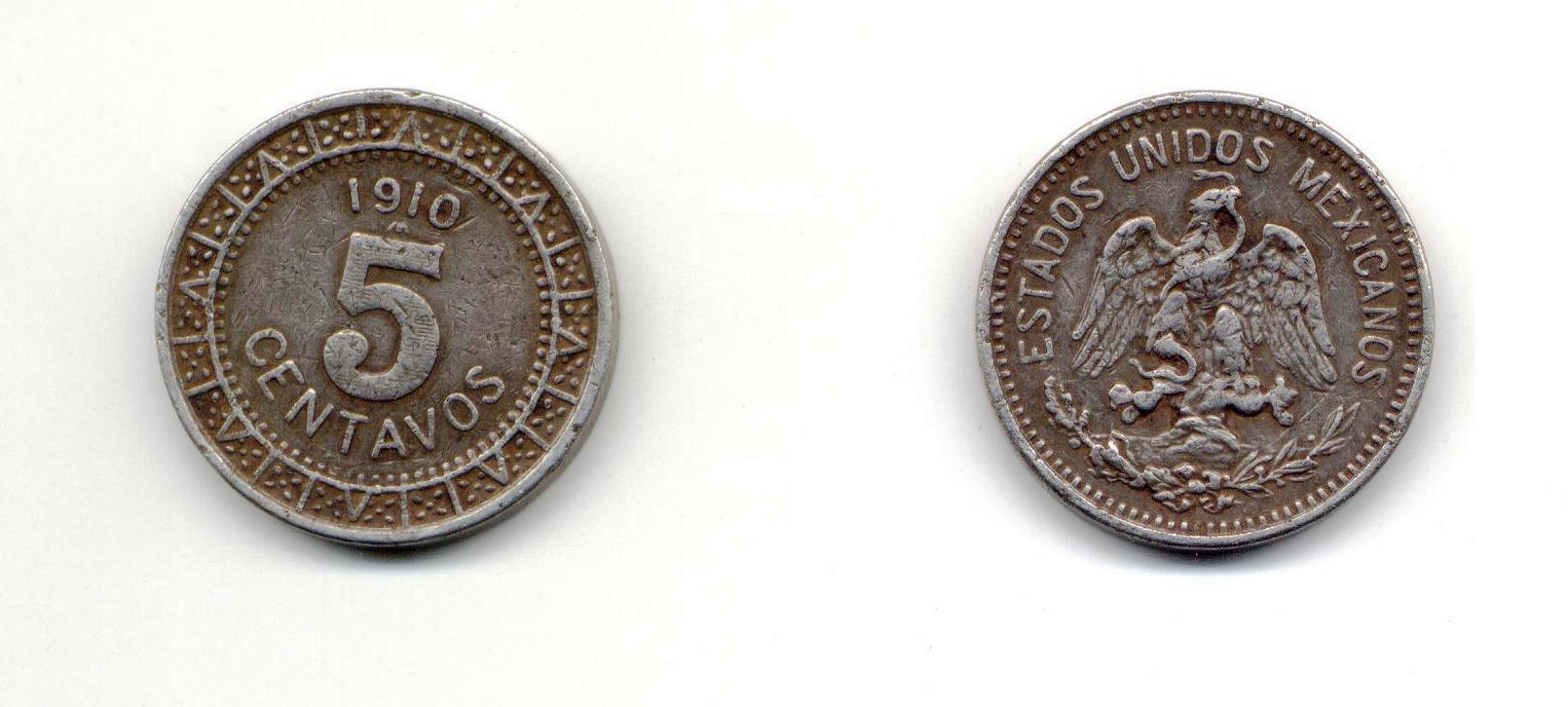
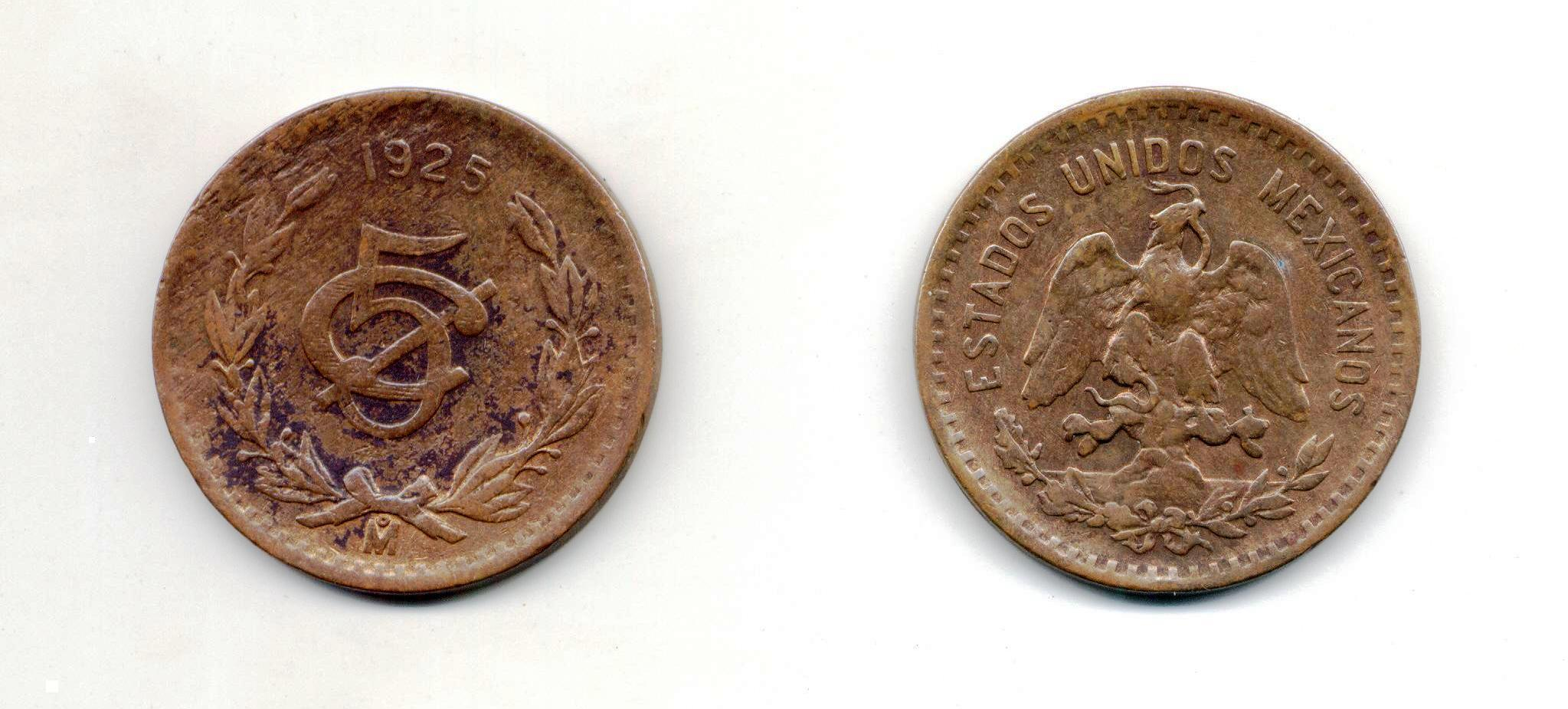